# R리그
R리그(리저브리그, R League)는 K리그의 2군 리그이다.

## 역사
대한민국 프로축구 2군리그는 1990년에 처음으로 창설되지만 1990년 단 한 시즌 동안만 운영되다가 폐지되는데 그 해 6월 15일 대전(포철 VS 럭키금성/대우 VS 현대(야간경기)), 7월 28일(유공 VS 포철/럭키금성 VS 현대(야간경기)) 7월 30일(현대 VS 대우/포철 VS 럭키금성(야간경기)) 8월 1일(현대 VS 포철/대우 VS 유공(야간경기)) 광주에서 2군리그 경기가 개최됐다. 그러다 2000년에 프로축구 2군리그가 재창설되고, 2009년부터 리그 명칭이 R리그(리저브리그)로 확정되었다.
2009 시즌에는 제주 유나이티드가 경기 불황으로 불참하고 K리그 신생팀인 강원 FC도 2군 리그에 불참하나, 경찰 축구단의 참가로 14개팀으로 치러졌다. 2010 시즌에는 강원 FC도 R리그에 참가했다. 2010 시즌부터는 선수를 보호하고 기량을 점검한다는 R리그의 취지에 따라 포스트시즌(R리그 챔피언십)이 폐지된다. 2012 시즌을 앞두고 K리그 승강제의 사전 작업으로 R리그 폐지가 검토되면서 프로축구연맹과 대학축구연맹이 마찰을 빚기도 했다. 결국 2012 시즌에도 R리그는 존속하나 리그 참가가 자율시행제로 바뀌고, 구단 소속 3명을 제외하고는 만 23세 이하 선수만 출전할 수 있도록 하는 등 제도적 개편을 거친다. 2012 시즌을 끝으로 R리그는 공식적으로 중단된다. 2013년에 전북, 대전, 경남, 상주 등 4개 구단이 자발적으로 R리그 재개를 시도해봤지만, 클럽팀들의 자체적인 리그운영이 한계에 부딪혀 그 해 여름에 중단된다.
리그가 중단된 지 5년 후인 2016년부터 R리그가 공식적으로 재개되었으며, K리그 클래식 6팀(FC 서울, 성남 FC, 수원 삼성 블루윙즈, 울산 현대, 인천 유나이티드, 전북 현대 모터스) 및 K리그 챌린지 8팀(고양 자이크로, 대구 FC, 대전 시티즌, 부산 아이파크, 부천 FC 1995, 서울 이랜드, 안산 무궁화, 충주 험멜)으로 총 14구단이 A조 리그(중부리그)와 B조 리그(남부리그) 소속으로 나뉘어 R리그에 참가한다. A조 리그(중부리그)에는 고양 자이크로, 부천 FC 1995, FC 서울, 서울 이랜드, 성남 FC, 수원 삼성 블루윙즈, 안산 무궁화, 인천 유나이티드 8개팀이 소속되며, 2라운드 로빈(총 56경기, 팀별 14경기)으로 리그를 진행해 순위를 결정한다. B조 리그(남부리그)에는 대구 FC, 대전 시티즌, 부산 아이파크, 울산 현대, 전북 현대 모터스, 충주 험멜 6개팀이 소속되며, 3라운드 로빈(총 45경기, 팀별 15경기)으로 리그를 진행해 순위를 결정한다. 인터리그 및 포스트시즌(R리그 챔피언십)은 시행하지 않는다.

## 구단

### 2016 시즌 참가 구단
| 구단               | 첫 리그 참가 | 총 시즌 | 연고지 | 홈구장               | 수용좌석 | 감독               |
| ------------------ | ------------ | ------- | ------ | -------------------- | -------- | ------------------ |
| FC 서울            | 1990         | 15      | 서울   | 서울월드컵경기장     | 66,806   | 황선홍             |
| 고양 자이크로      | 2016         | 1       | 고양   | 고양종합운동장       | 41,311   | 이낙영             |
| 대구 FC            | 2008         | 5       | 대구   | 대구스타디움         | 66,422   | 손현준 (감독 대행) |
| 대전 시티즌        | 2008         | 5       | 대전   | 대전월드컵경기장     | 40,535   | 최문식             |
| 부산 아이파크      | 1990         | 14      | 부산   | 부산아시아드주경기장 | 11,808   | 최영준             |
| 부천 FC 1995       | 2016         | 1       | 부천   | 부천종합운동장       | 35,456   | 송선호             |
| 서울 이랜드        | 2016         | 1       | 서울   | 서울종합운동장       | 5,216    | 박건하             |
| 성남 FC            | 2000         | 14      | 성남   | 탄천종합운동장       | 16,146   | 구상범 (감독 대행) |
| 수원 삼성 블루윙즈 | 2000         | 14      | 수원   | 수원월드컵경기장     | 43,959   | 서정원             |
| 안산 무궁화        | 2001         | 13      | 안산   | 안산와~스타디움      | 35,000   | 이흥실             |
| 울산 현대          | 1990         | 15      | 울산   | 울산문수축구경기장   | 44,474   | 윤정환             |
| 인천 유나이티드    | 2004         | 10      | 인천   | 인천축구전용경기장   | 20,300   | 이기형 (감독 대행) |
| 전북 현대 모터스   | 2000         | 13      | 전북   | 전주월드컵경기장     | 42,477   | 최강희             |
| 충주 험멜          | 2016         | 1       | 충주   | 충주공설운동장       | 15,000   | 김종필             |

## 우승

### 시즌별 우승 구단 (권역리그)
| 시즌        | 시즌        |    |                                        |                                        | 대회 방식                              | 대회 방식                              | 대회 방식                              | 대회 방식                              | R리그 챔피언십                         | R리그 챔피언십                         | R리그 챔피언십                         |
| 시즌        | 시즌        |    |                                        |                                        | 중부리그 우승                          | 중부리그 준우승                        | 남부리그 우승                          | 남부리그 준우승                        | 우승                                   | 준우승                                 | MVP                                    |
| ----------- | ----------- | -- | -------------------------------------- | -------------------------------------- | -------------------------------------- | -------------------------------------- | -------------------------------------- | -------------------------------------- | -------------------------------------- | -------------------------------------- | -------------------------------------- |
| 1990        | I           | 5  | 단일 리그1                             | 1990 프로축구 2군리그                  | 단일 리그                              | 단일 리그                              | 단일 리그                              | 단일 리그                              | 포항제철 아톰즈                        | 유공 코끼리                            | 최문식 (포항제철 아톰즈)               |
| 1991 ~ 1999 | 1991 ~ 1999 |    |                                        |                                        | 대회 미개최                            | 대회 미개최                            | 대회 미개최                            | 대회 미개최                            | 대회 미개최                            | 대회 미개최                            | 대회 미개최                            |
| 2000        | II          | 9  | 양대 리그 + 4강 PO2                    | 2000 프로축구 2군리그                  | 안양 LG 치타스                         | 성남 일화 천마                         | 전남 드래곤즈                          | 울산 현대                              | 안양 LG 치타스                         | 성남 일화 천마                         | 김우재 (성남 일화 천마)                |
| 2001        | III         | 10 | 양대 리그 + 4강 PO2                    | 2001 프로축구 2군리그                  | 성남 일화 천마                         | 안양 LG 치타스                         | 포항 스틸러스                          | 전남 드래곤즈                          | 성남 일화 천마                         | 안양 LG 치타스                         | 백영철 (성남 일화 천마)                |
| 2002        | IV          | 10 | 양대 리그 + 4강 PO2                    | 2002 프로축구 2군리그                  | 성남 일화 천마                         | 안양 LG 치타스                         | 광주 상무 불사조                       | 전남 드래곤즈                          | 안양 LG 치타스                         | 성남 일화 천마                         | 박동석 (안양 LG 치타스)                |
| 2003        | V           | 10 | 양대 리그3                             | 2003 프로축구 2군리그                  | 성남 일화 천마                         | 안양 LG 치타스                         | 전남 드래곤즈                          | 울산 현대                              | 미개최 (공동 우승)                     | 미개최 (공동 우승)                     | 미개최 (공동 우승)                     |
| 2004        | VI          | 11 | 양대 리그 + 4강 PO                     | 2004 프로축구 2군리그                  | 성남 일화 천마                         | FC 서울                                | 포항 스틸러스                          | 전남 드래곤즈                          | FC 서울                                | 성남 일화 천마                         | 박동석 (FC 서울)                       |
| 2005        | VII         | 10 | 양대 리그 + 4강 PO                     | 2005 프로축구 2군리그                  | FC 서울                                | 부천 SK                                | 전남 드래곤즈                          | 포항 스틸러스                          | 부천 SK                                | FC 서울                                | 유현구 (부천 SK)                       |
| 시즌        | 시즌        |    |                                        |                                        | A조 리그 우승                          | B조 리그 우승                          | C조 리그 우승                          | 와일드카드                             | R리그 챔피언십                         | R리그 챔피언십                         | R리그 챔피언십                         |
| 2006        | VIII        | 12 | 3대 리그 + 4강 PO4                     | 2006 프로축구 2군리그                  | FC 서울                                | 인천 유나이티드                        | 전남 드래곤즈                          | 부산 아이파크                          | 인천 유나이티드                        | 부산 아이파크                          | 이근호 (인천 유나이티드)               |
| 2007        | IX          | 13 | 3대 리그 + 4강 PO4                     | 2007 프로축구 2군리그                  | 성남 일화 천마                         | 제주 유나이티드                        | 포항 스틸러스                          | 수원 삼성 블루윙즈                     | 포항 스틸러스                          | 성남 일화 천마                         | 이원재 (포항 스틸러스 )                |
| 시즌        | 시즌        |    |                                        |                                        | 중부리그 우승                          | 중부리그 준우승                        | 남부리그 우승                          | 남부리그 준우승                        | R리그 챔피언십                         | R리그 챔피언십                         | R리그 챔피언십                         |
| 2008        | X           | 15 | 양대 리그 + 4강 PO                     | 2008 프로축구 2군리그                  | 성남 일화 천마                         | 인천 유나이티드                        | 경남 FC                                | 포항 스틸러스                          | 인천 유나이티드                        | 포항 스틸러스                          | 강수일 (인천 유나이티드)               |
| 시즌        | 시즌        |    |                                        |                                        | A조 리그 우승                          | B조 리그 우승                          | C조 리그 우승                          | 와일드카드                             | R리그 챔피언십                         | R리그 챔피언십                         | R리그 챔피언십                         |
| 2009        | XI          | 14 | 3대 리그 + 4강 PO                      | 2009 R리그5                            | 인천 유나이티드                        | 전북 현대 모터스                       | 포항 스틸러스                          | 성남 일화 천마                         | 인천 유나이티드                        | 성남 일화 천마                         | 김선우 (인천 유나이티드)               |
| 시즌        | 시즌        |    |                                        |                                        | A조 리그 우승                          | A조 리그 준우승                        | B조 리그 우승                          | B조 리그 준우승                        | R리그 챔피언십                         | R리그 챔피언십                         | R리그 챔피언십                         |
| 2010        | XII         | 15 | 양대 리그                              | 2010 R리그                             | FC 서울                                | 성남 일화 천마                         | 포항 스틸러스                          | 경남 FC                                | 미개최 (공동 우승)                     | 미개최 (공동 우승)                     | 미개최 (공동 우승)                     |
| 2011        | XIII        | 15 | 양대 리그                              | 2011 R리그                             | 성남 일화 천마                         | 경찰 축구단                            | 상주 상무 피닉스                       | 포항 스틸러스                          | 미개최 (공동 우승)                     | 미개최 (공동 우승)                     | 미개최 (공동 우승)                     |
| 2012        | XIV         | 10 | 양대 리그                              | 2012 R리그                             | 경찰 축구단                            | 인천 유나이티드                        | 부산 아이파크                          | 울산 현대                              | 미개최 (공동 우승)                     | 미개최 (공동 우승)                     | 미개최 (공동 우승)                     |
| 2013 ~ 2015 | 2013 ~ 2015 |    |                                        |                                        | 대회 미개최                            | 대회 미개최                            | 대회 미개최                            | 대회 미개최                            | 대회 미개최                            | 대회 미개최                            | 대회 미개최                            |
| 2016        | XV          | 14 | 양대 리그                              | 현대오일뱅크 R리그 2016                | FC 서울                                | 수원 삼성 블루윙즈                     | 대구 FC                                | 부산 아이파크                          | 미개최 (공동 우승)                     | 미개최 (공동 우승)                     | 미개최 (공동 우승)                     |
| 2017        |             | 12 | 단일 리그                              | R리그 2017                             |                                        |                                        |                                        |                                        | 울산 현대                              | 수원 삼성 블루윙즈                     |                                        |
| 2018        |             | 15 | 단일 리그                              | R리그 2018                             | FC 서울                                | 제주 유나이티드                        | 대전 하나 시티즌                       | 대구 FC                                | 미개최 (공동 우승)                     | 미개최 (공동 우승)                     | 미개최 (공동 우승)                     |
| 2019        |             | 16 | 단일 리그                              | 2019 R리그                             | FC 서울                                | 제주 유나이티드                        | 포항 스틸러스                          | 대전 하나 시티즌                       | 미개최 (공동 우승)                     | 미개최 (공동 우승)                     | 미개최 (공동 우승)                     |
| 2020 ~ 2021 | 2020 ~ 2021 |    | 코로나19 범유행으로 인하여 대회 미개최 | 코로나19 범유행으로 인하여 대회 미개최 | 코로나19 범유행으로 인하여 대회 미개최 | 코로나19 범유행으로 인하여 대회 미개최 | 코로나19 범유행으로 인하여 대회 미개최 | 코로나19 범유행으로 인하여 대회 미개최 | 코로나19 범유행으로 인하여 대회 미개최 | 코로나19 범유행으로 인하여 대회 미개최 | 코로나19 범유행으로 인하여 대회 미개최 |
| 2022        |             | 8  | 단일 리그                              | 2022 R리그                             | 단일 리그                              | 단일 리그                              | 단일 리그                              | 단일 리그                              |                                        |                                        |                                        |

1. 2군리그 원년 1990 시즌은 전•후기 리그로 나누어 진행되었으나 챔피언 결정전 없이 단일리그로 변경하여 리그 순위로 최종 순위를 결정하였다.
2. 양대 리그 우승 및 준우승 팀들(4팀)끼리 교차로 플레이오프를 치르고, 플레이오프에서 우승한 팀들끼리 챔피언 결정전을 갖는 방식
3. 양대 리그로 나누어 진행한 후 별도의 챔피언 결정전 없이 각 리그별 우승 및 준우승 팀이 2군리그 전체를 공동 우승 및 공동 준우승 하는 방식
4. 리그별 우승 팀(3팀) 및 와일드카드(최고 승점을 기록한 준우승 팀)이 플레이오프에 진출해 맞붙고, 플레이오프에서 우승한 팀들끼리 챔피언 결정전을 갖는 방식
5. 2009 시즌부터 기존의 프로축구 2군리그는 R리그(리저브리그, R League)라고 새롭게 명명되었다.
6. 대한축구협회와의 협의를 통해 2021시즌부터 K리그 구단들이 '프로 B팀’을 운영할 경우 K4리그에 참가할 수 있도록 했으며, 이에 따라 K리그 구단들은 2021시즌부터 R리그(2군 리그)에 참가하거나 별도 B팀을 구성하여 K4리그에 참가하는 것 중 하나를 선택할 수 있게 된다

### 구단별 우승 횟수
(~2021)
- 한국프로축구연맹은 연고 이전과 상관없이 현재 구단이 해당 전신 구단의 역사와 기록을 승계하는 것을 공식 통계 원칙으로 하고 있다.[10]

| 구단               | 우승                               | 준우승                                   | 권역우승                                       |
| ------------------ | ---------------------------------- | ---------------------------------------- | ---------------------------------------------- |
| FC 서울            | 5회 (2000, 2002, 2004, 2010, 2016) | 3회 (2001, 2003, 2005)                   | 7회 (2000, 2005, 2006, 2010, 2016, 2018, 2019) |
| 성남 FC            | 3회 (2001, 2003, 2011)             | 6회 (2000, 2002, 2004, 2007, 2009, 2010) | 7회 (2001, 2002, 2003, 2004, 2007, 2008, 2011) |
| 포항 스틸러스      | 3회 (1990, 2007, 2010)             | 2회 (2008, 2011)                         | 6회 (2001, 2004, 2007, 2009, 2010, 2019)       |
| 인천 유나이티드    | 3회 (2006, 2008, 2009)             | 1회 (2012)                               | 2회 (2006, 2009)                               |
| 부산 아이파크      | 1회 (2012)                         | 2회 (2006, 2016)                         | 1회 (2012)                                     |
| 제주 유나이티드    | 1회 (2005)                         | 1회 (1990)                               | 1회 (2007)                                     |
| 안산 무궁화        | 1회 (2012)                         | 1회 (2011)                               | 1회 (2012)                                     |
| 전남 드래곤즈      | 1회 (2003)                         |                                          | 4회 (2000, 2003, 2005, 2006)                   |
| 상주 상무          | 1회 (2011)                         |                                          | 2회 (2002, 2011)                               |
| 대구 FC            | 1회 (2016)                         |                                          | 1회 (2016)                                     |
| 울산 현대          | 1회 (2017)                         | 2회 (2003, 2012)                         |                                                |
| 경남 FC            |                                    | 1회 (2010)                               | 1회 (2008)                                     |
| 수원 삼성 블루윙즈 |                                    | 2회 (2016, 2017)                         |                                                |
| 전북 현대 모터스   |                                    |                                          | 1회 (2009)                                     |
| 대전 하나 시티즌   |                                    |                                          | 1회 (2018)                                     |

## 같이 보기
R리그 관련 항목
- 축구 2군 대회 R리그
- 농구 2군 대회 KBL D리그
- 야구 2군 대회 KBO 퓨처스리그
- 대한민국 U-23 축구 국가대표팀